# Elecciones a la Asamblea Regional de Murcia de 1991
Las elecciones a la Asamblea Regional de Murcia de 1991 se celebraron el 26 de mayo. El PSOE perdió un escaño, aunque conservó la mayoría absoluta, su tercera en las elecciones murcianas. El partido AP, convertido ahora en el actual PP, ganó un escaño más en estas elecciones. Izquierda Unida ganó tres diputados más, y el CDS perdió su representación en la Asamblea.

## Resultados
| ← Elecciones a la Asamblea Regional de Murcia de 1991 → |                                                                            |                   |         |       |         |     |
| Presidente y gobierno | Partido                                                                    | Candidato         | Votos   | %     | Escaños | +/- |
| - Presidente: - Carlos Collado (1991-1993) - María Antonia Martínez García (1993-1995) - Gobierno: PSRM-PSOE - Censo: 777.934 - Votantes: 522.802 (67,2%) - Abstención: 255.132 (32,8%) - Válidos: 517.774 - A candidatura: 512.928 (99,1%) | Partido Socialista de la Región de Murcia (PSRM-PSOE)                      | Carlos Collado    | 234.421 | 45,27 | 24      | -1  |
| - Presidente: - Carlos Collado (1991-1993) - María Antonia Martínez García (1993-1995) - Gobierno: PSRM-PSOE - Censo: 777.934 - Votantes: 522.802 (67,2%) - Abstención: 255.132 (32,8%) - Válidos: 517.774 - A candidatura: 512.928 (99,1%) | Partido Popular (PP)                                                       | Juan Ramón Calero | 173.491 | 33,51 | 17      | +1  |
| - Presidente: - Carlos Collado (1991-1993) - María Antonia Martínez García (1993-1995) - Gobierno: PSRM-PSOE - Censo: 777.934 - Votantes: 522.802 (67,2%) - Abstención: 255.132 (32,8%) - Válidos: 517.774 - A candidatura: 512.928 (99,1%) | Izquierda Unida (IU)                                                       | Pedro A. Ríos     | 52.863  | 10,21 | 4       | +3  |
| - Presidente: - Carlos Collado (1991-1993) - María Antonia Martínez García (1993-1995) - Gobierno: PSRM-PSOE - Censo: 777.934 - Votantes: 522.802 (67,2%) - Abstención: 255.132 (32,8%) - Válidos: 517.774 - A candidatura: 512.928 (99,1%) | Centro Democrático y Social (CDS)                                          |                   | 25.938  | 5,01  | 0       | -3  |
| - Presidente: - Carlos Collado (1991-1993) - María Antonia Martínez García (1993-1995) - Gobierno: PSRM-PSOE - Censo: 777.934 - Votantes: 522.802 (67,2%) - Abstención: 255.132 (32,8%) - Válidos: 517.774 - A candidatura: 512.928 (99,1%) | Coalición Electoral Regional (CER: Partido Murcianista y Partido Cantonal) |                   | 15.702  | 3,03  | 0       |     |
| - Presidente: - Carlos Collado (1991-1993) - María Antonia Martínez García (1993-1995) - Gobierno: PSRM-PSOE - Censo: 777.934 - Votantes: 522.802 (67,2%) - Abstención: 255.132 (32,8%) - Válidos: 517.774 - A candidatura: 512.928 (99,1%) | Los Verdes (LV)                                                            |                   | 5.760   | 1,11  | 0       |     |
| - Presidente: - Carlos Collado (1991-1993) - María Antonia Martínez García (1993-1995) - Gobierno: PSRM-PSOE - Censo: 777.934 - Votantes: 522.802 (67,2%) - Abstención: 255.132 (32,8%) - Válidos: 517.774 - A candidatura: 512.928 (99,1%) | Arcoíris (ARCOIRIS)                                                        |                   | 2.941   | 0,57  | 0       |     |
| - Presidente: - Carlos Collado (1991-1993) - María Antonia Martínez García (1993-1995) - Gobierno: PSRM-PSOE - Censo: 777.934 - Votantes: 522.802 (67,2%) - Abstención: 255.132 (32,8%) - Válidos: 517.774 - A candidatura: 512.928 (99,1%) | Los Verdes Lista Ecologista-Humanista (LVLE-H)                             |                   | 1.812   | 0,35  | 0       |     |
| - Presidente: - Carlos Collado (1991-1993) - María Antonia Martínez García (1993-1995) - Gobierno: PSRM-PSOE - Censo: 777.934 - Votantes: 522.802 (67,2%) - Abstención: 255.132 (32,8%) - Válidos: 517.774 - A candidatura: 512.928 (99,1%) | En blanco                                                                  | N/A               | 4.846   | 0,90  | N/A     | N/A |
| - Presidente: - Carlos Collado (1991-1993) - María Antonia Martínez García (1993-1995) - Gobierno: PSRM-PSOE - Censo: 777.934 - Votantes: 522.802 (67,2%) - Abstención: 255.132 (32,8%) - Válidos: 517.774 - A candidatura: 512.928 (99,1%) | Nulos                                                                      | N/A               |         |       | N/A     | N/A |

### Investidura del Presidente de la Región de Murcia
| Candidato | Fecha                                                   | Voto       |    |    |   | Total |
| --- | ------------------------------------------------------- | ---------- | -- | -- | - | ----- |
| Carlos Collado (PSOE) | 21 de junio de 1991 Mayoría requerida: Absoluta (23/45) | Sí         | 24 |    |   | 24/45 |
| Carlos Collado (PSOE) | 21 de junio de 1991 Mayoría requerida: Absoluta (23/45) | No         |    | 17 |   | 17/45 |
| Carlos Collado (PSOE) | 21 de junio de 1991 Mayoría requerida: Absoluta (23/45) | Abstención |    |    | 3 | 3/45  |
| María Antonia Martínez (PSOE) | 27 de abril de 1993 Mayoría requerida: Absoluta (23/45) | Sí         | 24 |    |   | 24/45 |
| María Antonia Martínez (PSOE) | 27 de abril de 1993 Mayoría requerida: Absoluta (23/45) | No         |    | 16 |   | 16/45 |
| María Antonia Martínez (PSOE) | 27 de abril de 1993 Mayoría requerida: Absoluta (23/45) | Abstención |    |    | 4 | 4/45  |
| Faltó a la investidura de Carlos Collado un diputado de IU. Faltó a la investidura de María Antonia Martínez un diputado del PP. |                                                         |            |    |    |   |       |

## Por circunscripciones
| Circunscripción | 1.ª | 2.ª | 3.ª | 4.ª | 5.ª | Total |
| --------------- | --- | --- | --- | --- | --- | ----- |
| PSOE            | 4   | 5   | 10  | 3   | 2   | 24    |
| PP              | 2   | 4   | 9   | 1   | 1   | 17    |
| IU              | 1   | 1   | 2   | -   | -   | 4     |